# Funcție

Diagramă reprezentând o funcție cu domeniul și codomeniul

În matematică, o funcție este o relație care asociază fiecărui element dintr-o mulțime (domeniul) un singur element dintr-o altă (posibil din aceeași) mulțime (codomeniul). Noțiunea de funcție este fundamentală în aproape toate ramurile matematicii și în toate științele exacte.

## Definiție formală
Fie A și B două mulțimi. Se notează cu G produsul lor cartezian: G = A × B.
Fie F o submulțime a lui G.
F este o funcție dacă îndeplinește următoarele două condiții:
1. Pentru orice element x din mulțimea A, există un element y în mulțimea B astfel încât perechea (x, y) se află în F.
2. Pentru oricare două perechi (x1 , y1) și (x1, y2) din F, y1 = y2.

Funcțiile pot fi definite astfel:
- Prin tabel : f : { 4, 5, 6 } → { 1, 2 } ; f ( 4 ) = 1, f ( 5 ) = 2, f ( 6 ) = 1
- Printr-o expresie algebrică (sau mai multe expresii algebrice diferite pe porțiuni ale domeniului) : f : R → R ; f ( x ) = 3x - 1

### Imaginea funcției
Imaginea unei funcții {\displaystyle f:A\to B} este o submulțime a lui B alcătuită din toate valorile {\displaystyle f(x),\forall x\in A}. Se notează Im{\displaystyle f} sau {\displaystyle f(A)}.
Im{\displaystyle f={\big \{}f(x)|x\in A{\big \}}} sau
Im{\displaystyle f={\big \{}y\in B|\exists x\in A,f(x)=y{\big \}}}

### Graficul funcției
Graficul funcției {\displaystyle f:A\to B} Gf={\displaystyle {\big \{}(x,f(x))|x\in A{\big \}}}

## Proprietăți

### Injectivitate
O funcție f:A→B se numește „injectivă” sau „injecție” dacă asociază fiecărui element din domeniu un element diferit din codomeniu. 
Definiții:
1. {\displaystyle \forall x,y\in A,x\neq y} atunci f(x)≠f(y) sau
2. {\displaystyle \forall x,y\in A,} dacă f(x)=f(y) atunci x=y

Interpretare geometrică: O funcție f este injectivă dacă și numai dacă orice paralelă la axa Ox intersectează graficul funcției f în cel mult un punct.
Un exemplu este funcția {\displaystyle f:\mathbb {N} \to \mathbb {N} ,f(x)=x^{3}}.
Deoarece pentru {\displaystyle \forall x,y\in \mathbb {N} } x≠y avem x3 ≠ y3, înseamnă că funcția f este injectivă.

### Surjectivitate
O funcție f:A→B se numește „surjectivă” sau „surjecție” dacă asociază fiecărui element din codomeniu un element din domeniu. Respectiv, {\displaystyle \forall y\in B}, atunci {\displaystyle \exists x\in A} astfel încât f(x)=y.
Interpretare geometrică: O funcție f este surjectivă dacă orice paralelă la Ox printr-un punct {\displaystyle y\in B} de pe Oy intersectează graficul funcției f în cel puțin un punct.
O funcție surjectivă, de exemplu, este {\displaystyle f:\mathbb {Z} \to \mathbb {N} }, f(x)=|x|, atunci {\displaystyle \forall y\in \mathbb {N} } {\displaystyle y,-y\in \mathbb {Z} } astfel încât f(y)=f(-y).

### Bijectivitate
O funcție f:A→B se numește „bijectivă” sau „bijecție” dacă este și injectivă și surjectivă. Respectiv, f este o bijecție dacă {\displaystyle \forall y\in B}, {\displaystyle \exists x\in A} unic astfel încât f(x)=y. 
Interpretare geometrică: O funcție f este bijectivă dacă și numai dacă orice paralelă la axa Ox printr-un punct {\displaystyle y\in B} de pe Oy intersectează graficul funcției f în exact un punct.
Un exemplu de funcție bijectivă este {\displaystyle f:\mathbb {Z} \to \mathbb {Z} }, f(x)=x+3, atunci {\displaystyle \forall y\in \mathbb {Z} } {\displaystyle \exists x\in \mathbb {Z} } astfel încât f(x)=y, iar acel x este y-3, unic.

### Inversa unei funcții
O funcție {\displaystyle f:A\to B} se numește „inversabilă” dacă și numai dacă există funcția {\displaystyle g:B\to A} astfel încât {\displaystyle f\circ g=g\circ f=\mathbf {1} _{A}}. Atunci {\displaystyle g:B\to A} se numește „inversa” funcției {\displaystyle f} și se notează {\displaystyle f^{-1}}. Funcția {\displaystyle f} este inversabilă dacă și numai dacă este bijectivă.
- Inversa unei funcții este unică și simetrică față de funcție.
- Graficele funcțiilor numerice {\displaystyle f} și {\displaystyle f^{-1}} sunt simetrice față de prima bisectoare, dreapta cu ecuația {\displaystyle y=x}.

### Paritatea funcției
O funcție cu valori reale, {\displaystyle f:A\to B} unde {\displaystyle B\subseteq \mathbb {R} }, se numește „pară” dacă {\displaystyle \forall x\in A,f(x)=f(-x)}. Graficul unei funcții pare este simetric față de axa Oy.
O funcție {\displaystyle f:A\to B} cu valori reale se numește „impară” dacă 
1. {\displaystyle \forall x\in A,f(x)=-f(-x)} sau
2. {\displaystyle \forall x\in A,f(x)+f(-x)=0}.

Graficul unei funcții impare este simetric față de origine.

#### Proprietăți
- Singura funcție care este și pară și impară este funcția constantă egală cu zero.
- Suma și diferența a două funcții de aceeași paritate mențin acea paritate.
- Orice multiplu al unei funcții are aceeași paritate ca funcția originală.
- Produsul a două funcții de aceeași paritate este o funcție pară.
- Produsul unei funcții pare cu o funcție impară este o funcție impară.
- Raportul dintre două funcții de aceeași paritate este o funcție pară.
- Raportul dintre o funcție pară cu o funcție impară este o funcție impară.